# 14 Herculis b
14 Herculis b è un pianeta extrasolare in orbita attorno alla nana arancione 14 Herculis. Si tratta quasi sicuramente di un gigante gassoso, avente dimensioni simili a quelle di Giove, ma decisamente più massiccio. È stato scoperto nel 1998 dal gruppo del Geneva Extrasolar Planet Search e risultava essere il pianeta extrasolare dal periodo orbitale più lungo; in seguito furono però scoperti pianeti con periodi decisamente più lunghi.

## Scoperta
Come la maggior parte dei pianeti extrasolari conosciuti, 14 Herculis b è stato scoperto spettroscopicamente presso l'osservatorio dell'Alta Provenza misurando le variazioni nella velocità radiale della stella madre dovute alla gravità del pianeta. Questo è stato possibile effettuando misurazioni precise dell'effetto Doppler dello spettro di 14 Herculis. Prima di questa analisi furono fatte diverse ipotesi, tra cui quella che si potesse trattare di una binaria spettroscopica.

## Massa ed orbita
Le prime misurazioni astrometriche effettuate dal satellite Hipparcos mostrarono che il pianeta aveva un'inclinazione orbitale di 155,3º, la quale faceva presumere una massa 11,1 volte quella di Giove, dunque molto vicina al limite previsto per l'ignizione del deuterio, limite di cui gli astronomi si servono per distinguere tra pianeta e nana bruna. Le analisi successive rivelarono però che le misure di Hipparcos non erano abbastanza precise da determinarne l'orbita, pertanto l'inclinazione e la vera massa  rimanevano sconosciuti.
Studi più recenti con l'avvento di diversi telescopi spaziali hanno portato a misure relativamente precise sulle caratteristiche del pianeta; la sua massa è quasi 5 volte quella di Giove e il suo periodo orbitale di poco inferiore ai 5 anni a una distanza media dalla stella di 2,8 UA, anche se la sua alta eccentricità orbitale (e=0,37) lo porta a variare considerevolmente la sua distanza dalla stella madre, da 1,8 UA quando si trova al periastro a 3,9 quando passa per l'apoastro.

## Immagini dirette
Gli astronomi ritenevano che, per via della grande distanza tra il pianeta e la stella madre e della vicinanza al Sole, il sistema di 14 Herculis sarebbe stato un candidato promettente per l'osservazione diretta del pianeta da Terra (a patto che la separazione angolare della stella dal pianeta sia abbastanza grande). Tuttavia una ricerca eseguita con l'ottica adattiva del telescopio CFHT da 3,60m sul Mauna Kea non è riuscita nell'intento, il che suggerì che l'oggetto non fosse una stella o una nana bruna, bensì un oggetto di massa planetaria; gli oggetti più massicci avrebbero avuto una luminosità maggiore e sarebbero stati dunque più facili da trovare.